# Larrivière-Saint-Savin
Larrivière-Saint-Savin är en kommun i departementet Landes i regionen Nouvelle-Aquitaine i sydvästra Frankrike. Kommunen ligger i kantonen Grenade-sur-l'Adour som tillhör arrondissementet Mont-de-Marsan. År 2022 hade Larrivière-Saint-Savin 588 invånare.

## Befolkningsutveckling
Antalet invånare i kommunen Larrivière-Saint-Savin
Referens:INSEE